# Björn Westerberg
Björn Westerberg, född 10 februari 1945, död 15 april 2014, var en svensk fotbollstränare.
Westerberg tog SM-guld med IFK Göteborg både 1983 och 1984. 1985 gick han till Djurgårdens IF, där han tog upp laget från Division 2 Norra till Allsvenskan under sin debutsäsong. Året efter åkte dock DIF ur Allsvenskan igen. Westerberg var även tränare för Åtvidabergs FF. Han hade även haft förbundsuppdrag för pojk-, junior- och u21-landslaget.